# Roquerie Taylor
La roquerie Taylor abrite la plus grande des deux colonies (ou roquerie) de manchots empereurs connues qui vivent entièrement sur la terre ferme. La zone englobe la totalité de l'exposition rocheuse la plus septentrionale sur le versant oriental du glacier Taylor, Terre de Mac. Robertson.
La colonie est importante en raison de la surveillance continue à long terme de la population de manchots depuis 1954
Le site est protégé par le système du Traité sur l'Antarctique en tant que zone spécialement protégée de l'Antarctique n ° 101,.